# Garrulaxe de Millet
Garrulax milleti
Espèce
Statut de conservation UICN

 LC  : Préoccupation mineure
Le Garrulaxe de Millet (Garrulax milleti) est une espèce de passereaux de la famille des Leiothrichidae.

## Nomenclature
Cet oiseau est nommé en l'honneur de Fernand Millet, surintendant des forêts de l'Annam auprès du gouvernement français.

## Répartition
Cet oiseau se rencontre au Laos et Viêt Nam.

## Liste des sous-espèces
Selon GBIF (28 juillet 2024) :
- Garrulax milleti milleti Robinson & Kloss, 1919 — Sud du Viêt Nam
- Garrulax milleti sweeti J.C.Eames, 2002 — Sud-Est du Laos et centre du Viêt Nam

## Classification
Le nom valide complet (avec auteur) de ce taxon est Garrulax milleti Robinson (d) & Kloss, 1919,.
Ce taxon porte en français le nom vernaculaire ou normalisé suivant : Garrulaxe de Millet.

### Publication originale
- (en) Herbert C. Robinson et C. Boden Kloss, « On Birds from South Annam and Cochin China. Part II. Pycnonotidæ - Dicæidæ », Ibis, Wiley-Blackwell, vol. 1, no 4,‎ octobre 1919, p. 565-625 (ISSN 1474-919X et 0019-1019, DOI 10.1111/J.1474-919X.1919.TB02899.X, lire en ligne).